# Green Bay Packers 1936
La stagione 1936 dei Green Bay Packers è stata la 16ª della franchigia nella National Football League. La squadra, allenata da Curly Lambeau, ebbe un record di 10-1-1, terminando prima nella NFL Western division.
I Packers incontrarono i campioni della Eastern Division, i Boston Redskins (7–5), nella finale di campionato, tenutasi al Polo Grounds a New York. I favoriti Packers avevano già vinto entrambi gli scontri di stagione regolare contro Boston e conquistarono la finale con il punteggio di 21–6, vincendo il loro quarto titolo, il primo tramite una gara di playoff e il primo dai tre campionati consecutivi del periodo 1929–1931.
Il calendario dei Packers nel 1936 iniziò con sei gare casalinghe mentre il resto della stagione si giocò in trasferta.

## Calendario
| Stagione regolare |                    |                      |                    |                    |                               |                    |
| Turno             | Data               | Avversario           | Risultato          | Record             | Stadio                        | Sintesi            |
| 1                 | 13 settembre       | Chicago Cardinals    | V 10–7             | 1–0                | City Stadium                  | Recap              |
| 2                 | 20 settembre       | Chicago Bears        | S 3–30             | 1–1                | City Stadium                  | Recap              |
| 3                 | Settimana di pausa | Settimana di pausa   | Settimana di pausa | Settimana di pausa | Settimana di pausa            | Settimana di pausa |
| 4                 | 4 ottobre          | Chicago Cardinals    | V 24–0             | 2–1                | Wisconsin State Fair Park     | Recap              |
| 5                 | 11 ottobre         | Boston Redskins      | V 31–2             | 3–1                | City Stadium                  | Recap              |
| 6                 | 18 ottobre         | Detroit Lions        | V 20–18            | 4–1                | City Stadium                  | Recap              |
| 7                 | 25 ottobre         | Pittsburgh Pirates   | V 38–10            | 5–1                | Wisconsin State Fair Park     | Recap              |
| 8                 | 1 novembre         | at Chicago Bears     | V 21–10            | 6–1                | Wrigley Field                 | Recap              |
| 9                 | 8 novembre         | at Boston Redskins   | V 7–3              | 7–1                | Fenway Park                   | Recap              |
| 10                | 15 novembre        | at Brooklyn Dodgers  | V 38–7             | 8–1                | Ebbets Field                  | Recap              |
| 11                | 22 novembre        | at New York Giants   | V 26–14            | 9–1                | Polo Grounds                  | Recap              |
| 12                | 28 novembre        | at Detroit Lions     | V 26–17            | 10–1               | University of Detroit Stadium | Recap              |
| 13                | 6 dicembre         | at Chicago Cardinals | P 0–0              | 10–1–1             | Wrigley Field                 | Recap              |

Nota: gli avversari della propria division sono in grassetto.

### Playoff
| Stagione regolare |             |                    |           |              |         |
| Turno             | Data        | Avversario         | Risultato | Stadio       | Sintesi |
| Finale            | 13 dicembre | at Boston Redskins | V 21–6    | Polo Grounds | Recap   |

## Classifiche
| NFL Western Division |    |   |   |      |       |     |     |     |
|                      | V  | S | P | %    | DIV   | PF  | PS  | STR |
| Green Bay Packers    | 10 | 1 | 1 | .909 | 5–1–1 | 248 | 118 | P1  |
| Chicago Bears        | 9  | 3 | 0 | .750 | 3–3   | 222 | 94  | S2  |
| Detroit Lions        | 8  | 4 | 0 | .667 | 3–3   | 235 | 102 | V1  |
| Chicago Cardinals    | 3  | 8 | 1 | .273 | 1–5–1 | 74  | 143 | P1  |

Nota:  i pareggi non venivano conteggiati ai fini della classifica fino al 1972.